# Oregon zászlaja
Oregon zászlajában a címer alatt az Unióba való felvétel dátuma szerepel. A 33 csillag azt jelzi, hogy Oregon volt a 33. állam, amelyet felvettek az Unióba. Az amerikai sas a védelem szimbóluma. A pajzson az Atlanti-óceán, a lemenő nap és két vitorlás látható – egy távozó brit, és egy érkező amerikai hajó. A fedett szekér a telepesek jelképe, a gabonakéve és az eke a mezőgazdaságé, a csákány pedig a bányászaté.